# Lee Duck-hee
Dans ce nom coréen, le nom de famille, Lee, précède le nom personnel.
Pour les articles homonymes, voir Lee.
Ne pas confondre avec la joueuse de tennis sud-coréenne Lee Duk-hee.
Lee Duck-hee (이덕희), né le 2 mai 1998 à Jecheon, est un joueur de tennis sud-coréen, professionnel depuis 2013.
Sourd de naissance, il devient en 2019 le premier joueur avec un tel handicap à jouer et remporter un match sur le circuit ATP.

## Carrière
Reconnu sourd à l'âge de deux ans, Lee Duck-hee commence à pratiquer le tennis à sept ans. Il est accompagné sur le circuit par un cousin qui lui sert de traducteur.
Sur le circuit junior, il atteint la 3e place mondiale en mars 2014. Il est sacré champion d'Asie en simple en 2013 et en double en 2014. Il a également disputé les quarts de finale de l'US Open en 2014 et de l'Open d'Australie en 2015.
Il dispute ses premiers tournois professionnels en 2013 à 14 ans. En décembre de cette année-là, il atteint en Inde une finale sur le circuit ITF, puis il remporte à Hong Kong son premier titre en juillet 2014. Sur ce circuit, il cumule dix titres et trois finales jusqu'en 2016. Deuxième plus jeune joueur classé à l'ATP et n°1 des moins de 17 ans, il fait ses débuts dans les tournois du Grand Chelem en 2016. Il fait cette année-là une percée au niveau circuit Challenger avec deux demi-finales à Ferghana et Chengdu avant d'atteindre sa première finale à Kaohsiung, où il s'incline contre son compatriote Chung Hyeon après avoir notamment battu Yuichi Sugita, alors 98e mondial. Il termine sa saison avec deux nouvelles demi-finales à Pune et Kobe.
En janvier 2017, il cède au 3e tour des qualifications de l'Open d'Australie contre Alexander Bublik. Alors qu'il n'a que 18 ans, il signe son meilleur classement au mois d'avril au 130e rang après deux quarts de finale en Chine. Il est demi-finaliste à Séoul en mai. En 2018, il échoue une nouvelle fois aux portes du tableau principal de l'Open d'Australie, ainsi qu'à Roland-Garros où il s'incline face à Jaume Munar après avoir manqué deux balles de match. Sur le circuit secondaire, il dispute deux demi-finales à Chennai et Kaohsiung où il est éliminé par Gaël Monfils. En août 2018, il participe aux Jeux asiatiques en Indonésie, où il remporte une médaille de bronze en simple.
En juin 2019, il atteint sa deuxième finale Challenger à Little Rock, s'inclinant par abandon contre Dudi Sela. En août alors qu'il est classé 212e mondial, il devient le premier joueur sourd à jouer dans le tableau principal d'un tournoi ATP, à Winston-Salem. Il remporte son match contre le Suisse Henri Laaksonen (7-64, 6-1) avant de s'incliner au tour suivant contre Hubert Hurkacz (4-6, 6-0, 6-3). Ses résultats stagnent cependant quittant même le top 200 en fin de saison.
L'arrêt du circuit en mars 2020 dû à la pandémie de Covid marque un coup d'arrêt dans sa carrière. Il ne la reprend qu'après un an d'absence dans l'anonymat du circuit ITF dont il ne parvient pas à sortir malgré un titre en Egypte en février 2022. Il enchaîne toutefois les blessures au cours des saisons suivantes et plonge au classement.